# محمود باشا (صدر أعظم)
محمود باشا أنجيلوس (بالتركية: Veli Mahmud Paşa)‏، (ولد حوالي عام 1420م - توفي 1474م) هو الصدر الأعظم الثالث عشر للسلطنة العثمانية، والثالث في عهد السلطان محمد الفاتح حيث تولاها في فترتين: الأولى من عام 1456م إلى 1466م والثانية من عام 1472م إلى 1474م وبذلك كانت مدة وزارته اثنى عشر عاما. أصله من عائلة أنجيلوس اليونانية البيزنطية، وكان شاعرا كتب قصائده بالتركية والفارسية تحت اسم مستعار هو «أدنِي» (بالتركية: Adnî Mahmud Paşa)‏.

## حياته
يُقدَّر أن محمود باشا أنجيلوس ولد في أوائل عقد 1420م،  و أنه سليل أسرة أنجيلوس البيزنطية التي تركت ثيساليا في 1394م، ويتفق معظم المؤرخين أن أنه ولد في مدينة نوفو بردو في مملكة صربيا سابقا (وهي تقع ضمن كوسوفو حاليا).
وفقًا للكاتب "تحسين اليازجي" في الموسوعة الإيرانية (Encyclopædia Iranica)، فإن محمود باشا وُلد لعائلة يونانية أو صربية".
يذكر تشالكوكونديلز (Chalkokondyles) أن الفرسان العثمانيين أسروه أثناء سفره مع والدته من نوفو بردو إلى سميديريفو (العاصمة الصربية)، وأنه اقتيد إلى البلاط العثماني في أدرنه. من المفترض أن هذا حدث وهو طفل أثناء سفره مع والدته في 1427م، عندما هاجم العثمانيون صربيا. علاوة على ذلك، فإنه من غير المعروف ما إذا كان قد تم أسره وفقاً لنظام الدوشيرمة (الممارسة المعتادة لأخذ أطفال بعض العائلات النبيلة التي استولى العثمانيون على أراضيهم وجعل هؤلاء الأطفال مسؤولين رفيعي المستوى في الدولة العثمانية) أو أنه أُخذ كأسير حرب، ولكن من المؤكد أنه عومل بأحسن ما يكون، وتم إكرامه وتعليمه حتى وصل إلى أعلى منصب بالدولة العثمانية.
ذكر طاش كوپروزادة (بالتركية: Taşköprüzade)‏(توفي 1560م) وعاشق شلبي (بالتركية: Aşık Çelebi)‏(1520م-1572م) أن صبيان آخران اقتيدا معه على ظهور الخيل إلى أدرنه، هما: «المُلّة إلياس» و«مولانا عبد الكريم»، وقد أصبح الأول «قاضي العسكر» لاحقاً، أما الآخر فصار «شيخ الإسلام» وهو أعلى منصب يمكن الوصول إليه.
وبسبب تميزه منذ الصغر صُرف إلى خدمة الأمير محمد الثاني قبل ان يصبح سلطانا. بعد أن اثبت نفسه كجندي شجاع و بسبب تميزه في حصار بلغراد عام 1456م كافأه السلطان بأن رفعه إلى منصب الوزير الأعظم كمكافأة، خلفا لزغانوس باشا. و طوال فترة عمله كان يقود الجيوش أو يرافق السلطان في حملاته.
من بعد تعينه في منصب الصدر الأعظم وفي 1458م مات حاكم صربيا. وأصبح شقيقه عضوا في مجلس الوصاية على العرش إلا أن المجموعة المناوئة للعثمانيين والمؤيدة للمجريين سرعان ما أطاحت بأخيه. فما كان من محمود وانتقاما لأخيه إلا أن هاجم صربيا واستولى على سمندرية وقلعتها بالإضافة إلى قلاع أخرى في جوارها. ولكن الحذر من التهديد المجري أجبره على الانسحاب إلى الجنوب لينضم إلى قوات السلطان محمد الثاني في سكوبيه. في 1461 رافق السلطان محمد في حملته ضد إمبراطورية طرابزون آخر ما تبقى من الإمبراطورية البيزنطية. حيث قام محمود باشا بالتفاوض من اجل الدخول إلى مدينة طرابزون بشكل سلمي وكان له ذلك.
في 1463م قاد محمود باشا حملة فتح البوسنة، على الرغم من معاهدة السلام المبرمة حديثا بين السلطنة العثمانية والبوسنة. حيث ألقى القبض على ملكها ستيفن توماسفيتش في مدينة كليوتش. وحصل منه على تنازل عن أراضي المملكة لصالح الدولة العثمانية.
رافق محمود باشا السلطان محمد الثاني عندما هاجم مقاطعة ألبانيا المتحالفة مع البندقية في صيف 1467م، حيث لاحق لمدة 15 يوما حاكمها إسكندر بك لكنه فشل في العثور عليه، حيث تراجع اسكندر بك إلى الجبال ثم نجح في الفرار إلى الساحل. ووفقا للمؤرخ ابن كمال، فإن محمود باشا عبر نهر بوجانا وهاجم مدينة إشقودرة التي تسيطر عليها البندقية وقد غنمها والمناطق المحيطة بها.
أقيل محمود باشا في 1466م بسبب مكائد من خلفه روم محمد باشا، ظاهرها مخالفات بشأن إعادة توطين القرمانيين في القسطنطينية بعد فتح إمارة قرمان في وقت سابق من ذلك العام. تم إعادته إلى منصبه في عام 1472م إلا ان علاقته مع السلطان شابها التوتر الشديد، حيث أقيل وأعدم في 1474م. قيل ان محمود باشا كان على خلاف مع الأمير مصطفى ابن السلطان محمد الفاتح.